# Gare de Bressuire
La gare de Bressuire est une gare ferroviaire française de la ligne des Sables-d'Olonne à Tours, située sur le territoire de la commune de Bressuire, dans le département des Deux-Sèvres, en région Nouvelle-Aquitaine.
Elle est mise en service en 1868 par la Compagnie du chemin de fer de Paris à Orléans (PO).
C'est une gare de la Société nationale des chemins de fer français (SNCF), desservie par des trains TER Nouvelle-Aquitaine et TER Pays de la Loire et notamment le « train des plages » circulant entre Saumur et Les Sables-d'Olonne depuis 2013,.

## Situation ferroviaire
Établie à 166 mètres d'altitude, la gare de Bressuire est située au point kilométrique (PK) 122,554 de la ligne des Sables-d'Olonne à Tours, entre les gares ouvertes de Cerizay et de Thouars. En direction de Cerizay, s'intercale la gare fermée de Clazay, et en direction de Thouars les gares fermées de Noirterre, Luché, Coulonges-Thouarsais et Rigné.
Ancienne gare de bifurcation, elle est également située, au PK 89,804 de la ligne de La Possonnière à Niort (section déclassée du PK 73,520 au PK 151,800) et elle est l'aboutissement au PK 72,538 de la ligne de Neuville-de-Poitou à Bressuire (non exploitée depuis la gare de Chalandray).

## Histoire
La gare de Bressuire est mise en service le 28 décembre 1868 par la Compagnie du chemin de fer de Paris à Orléans (PO), lorsqu'elle ouvre à l'exploitation la section de Cholet à Niort de sa ligne d'Angers à Niort. La station est établie en bordure de la ville après le franchissement de la route stratégique Nantes-Poitiers par un viaduc long de 98 mètres. Bressuire est alors le plus important marché aux bestiaux du bocage vendéen.
La section de La Roche-sur-Yon à Bressuire est mise en service en mars 1871 par la Compagnie des chemins de fer de la Vendée et le prolongement jusqu'à Tours est mis en service en plusieurs étapes entre 1873 et 1875.
Le nœud ferroviaire est complété le 5 juin 1887, avec la mise en service de ligne de Bressuire à Poitiers, via Parthenay et Neuville-de-Poitou par la compagnie du chemin de fer de Bressuire à Poitiers (BP).

## Service des voyageurs

### Accueil
Gare SNCF, elle dispose d'un bâtiment voyageurs avec guichets ouverts tous les jours sauf dimanches et fêtes. Elle est équipée d'automates pour l'achat de titres de transport de type TER.

### Desserte
Bressuire est desservie par des trains TER Nouvelle-Aquitaine et TER Pays de la Loire suivants :
- un aller-retour entre Bressuire et Tours via Saumur circulant en semaine toute l'année permettant de passer la journée à Paris grâce aux correspondances à Tours ;
- un second aller-retour Bressuire - Tours en milieu d'après-midi, circulant en semaine en juillet et août ;
- un aller-retour La Roche-sur-Yon - Tours en milieu d'après-midi, circulant en semaine sauf en juillet et août, étant le prolongement de l'aller-retour précité ;
- un aller-retour Bressuire - Tours le dimanche soir ;
- un aller-retour Saumur - Les Sables-d'Olonne (train des plages) circulant les samedis, dimanches et fêtes en mai, juin et septembre et tous les jours en juillet et août permettant de passer la journée aux Sables-d'Olonne.

### Intermodalité
Le stationnement des véhicules est possible sur la place de la Gare.
La gare est desservie par la ligne d’autocar TER circulant quotidiennement entre les gares de Nantes et Poitiers, ainsi qu’entre La Roche-sur-Yon et Thouars ou Saumur, en complément des trains. Elle est desservie par le réseau de bus bressuirais permettant de rejoindre le centre-ville ou la commune voisine de Faye-l'Abbesse. Elle est aussi desservie par des cars interurbains du réseau Tréma et de la région Nouvelle Aquitaine qui assurent eux les connexions avec les petites villes voisines ou le sud du département.
En 2021, a été inauguré un pôle d'échanges autour de la gare.

Dessertes
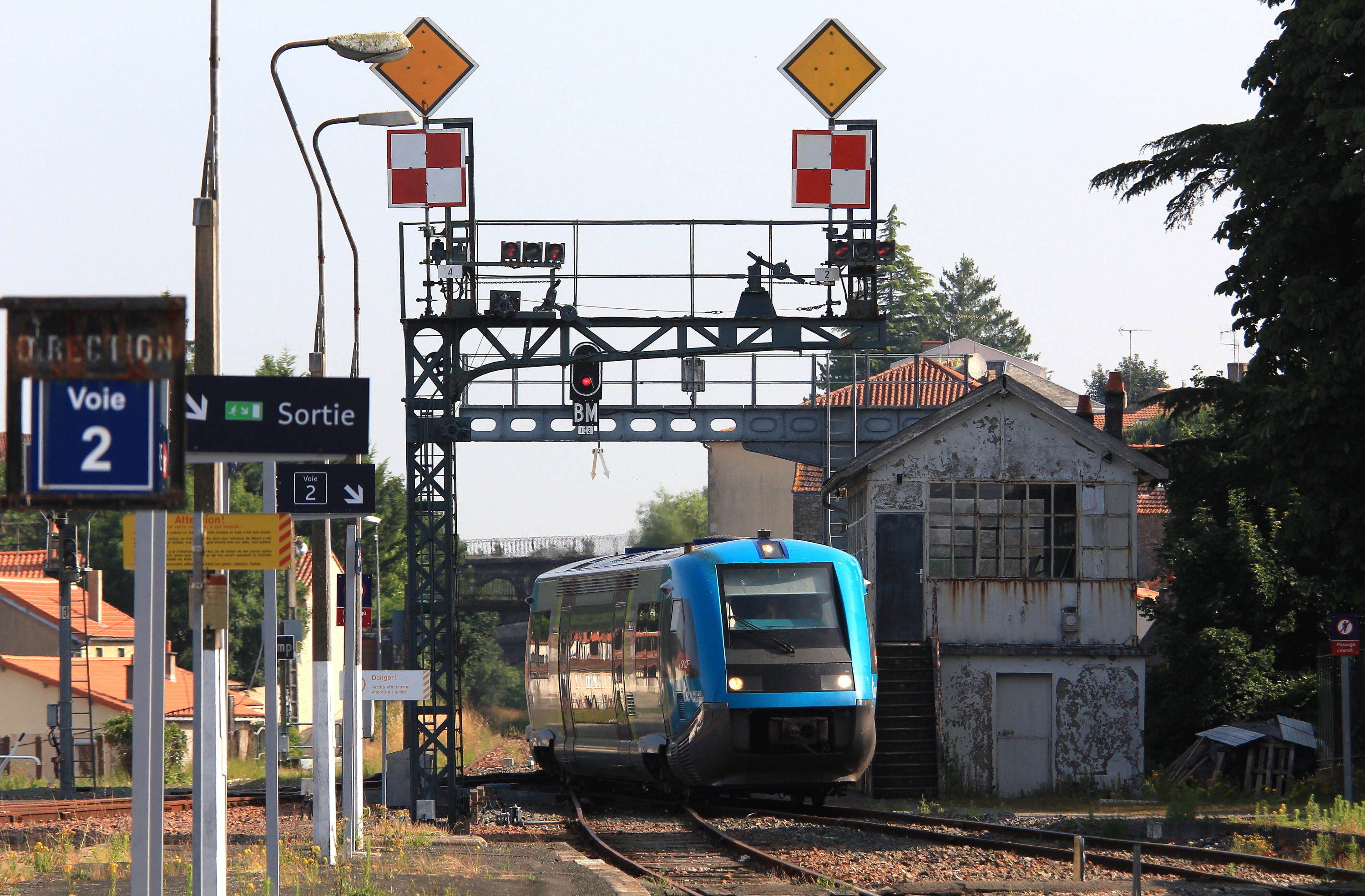
X 73500 sous la potence en 2013.
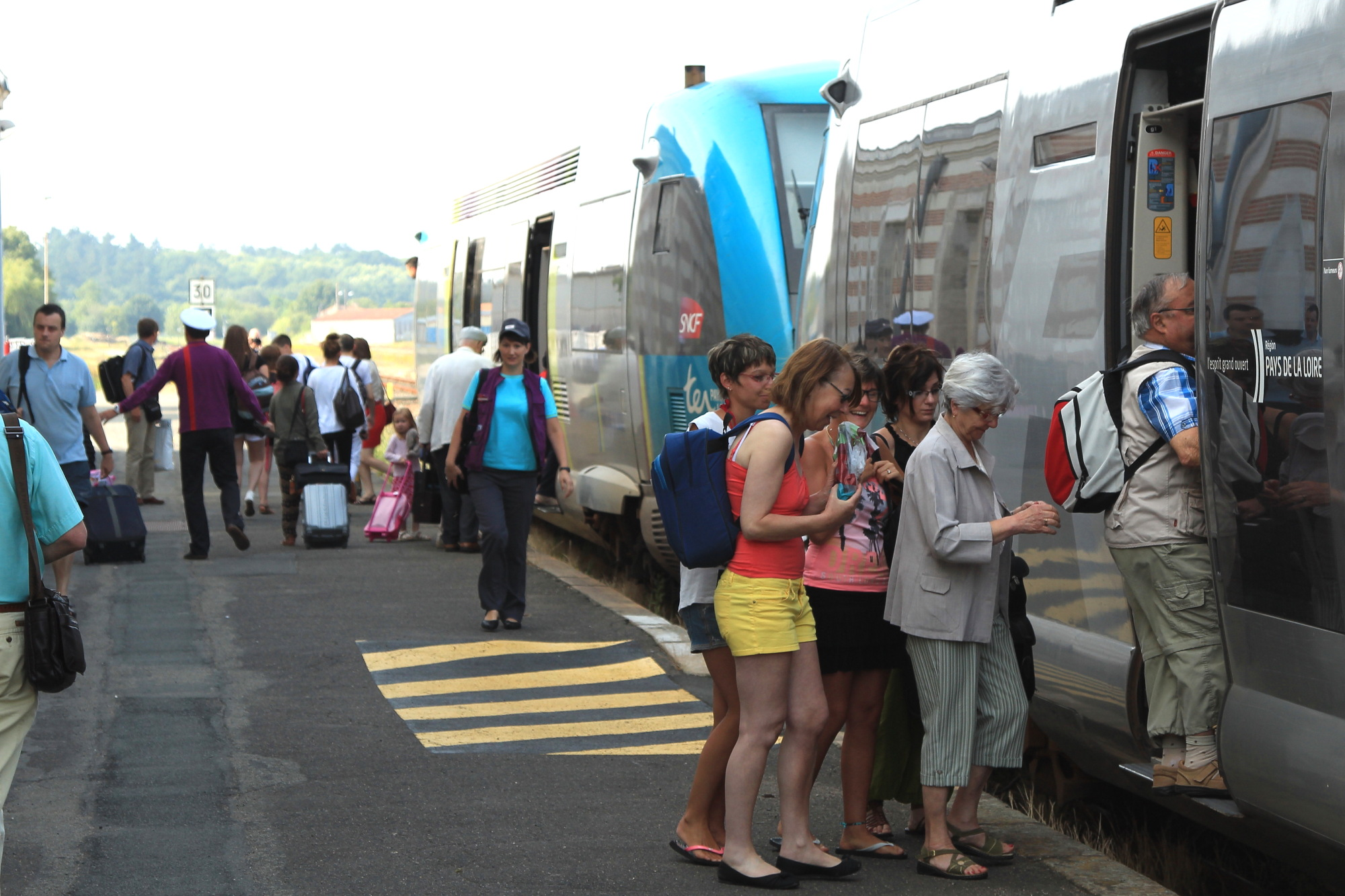
Affluence du train des plages.
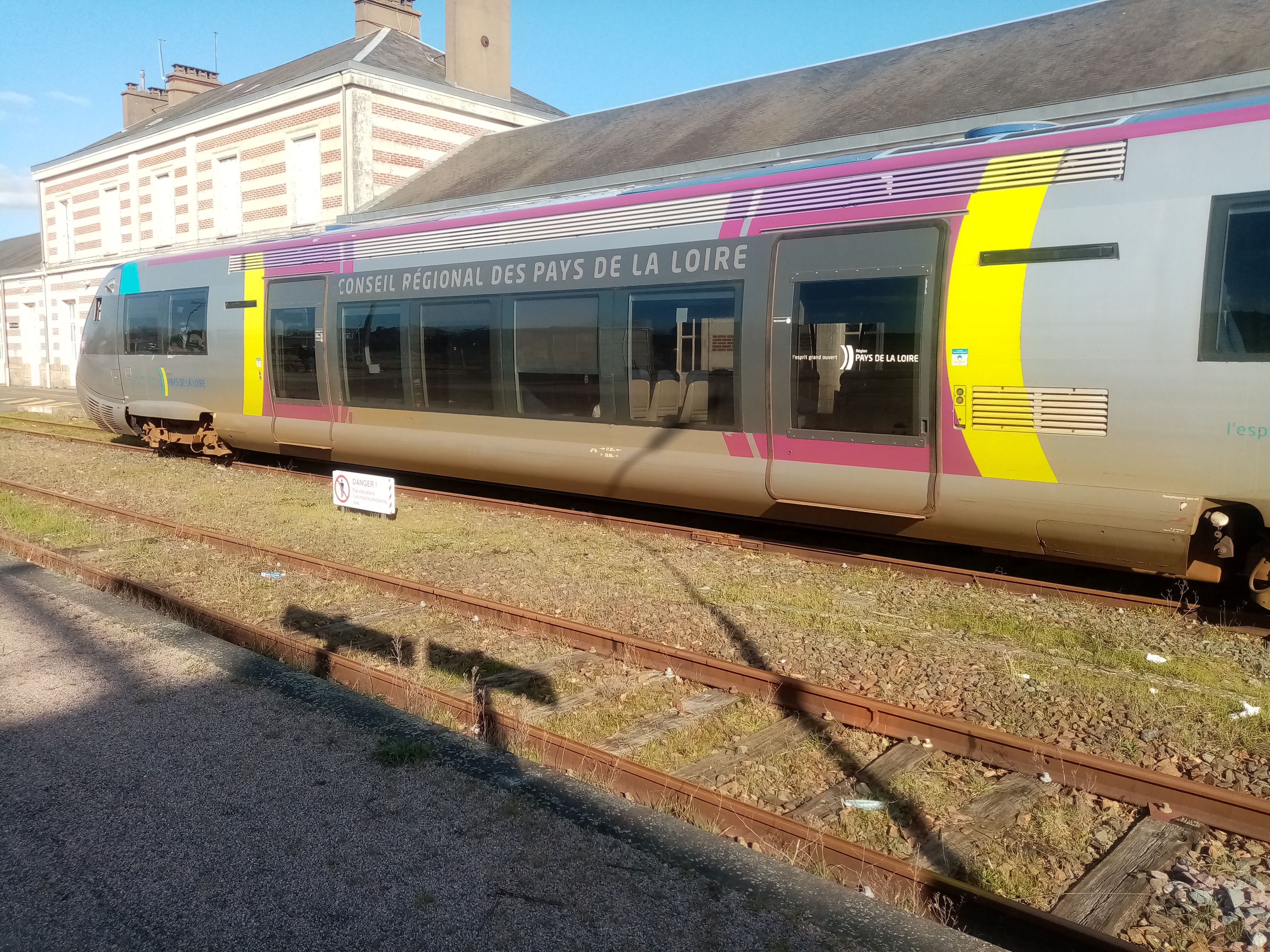
X 73500 sur le TER Tours - La Roche-sur-Yon.
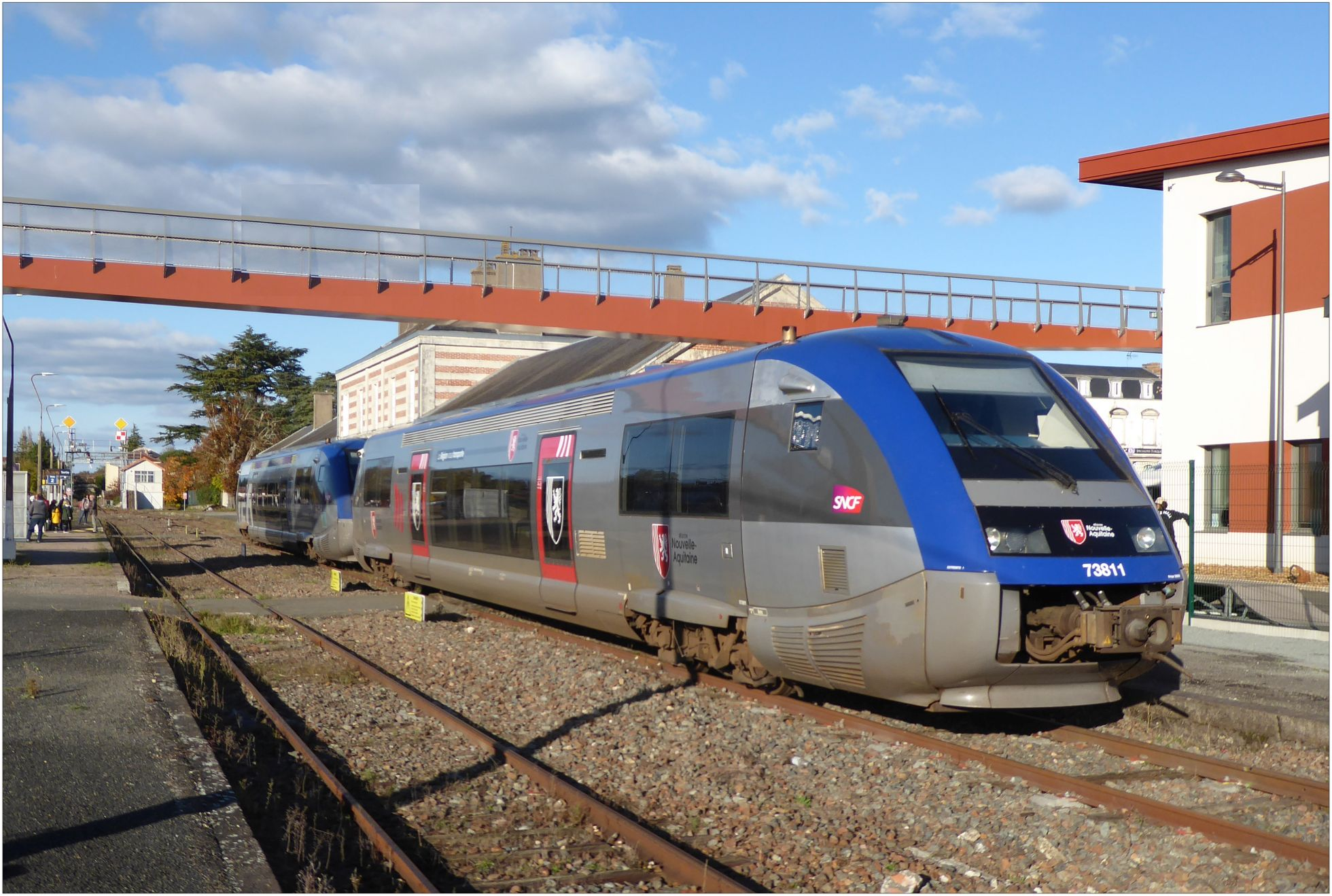
X 73500 sur le TER Tours - La Roche-sur-Yon.
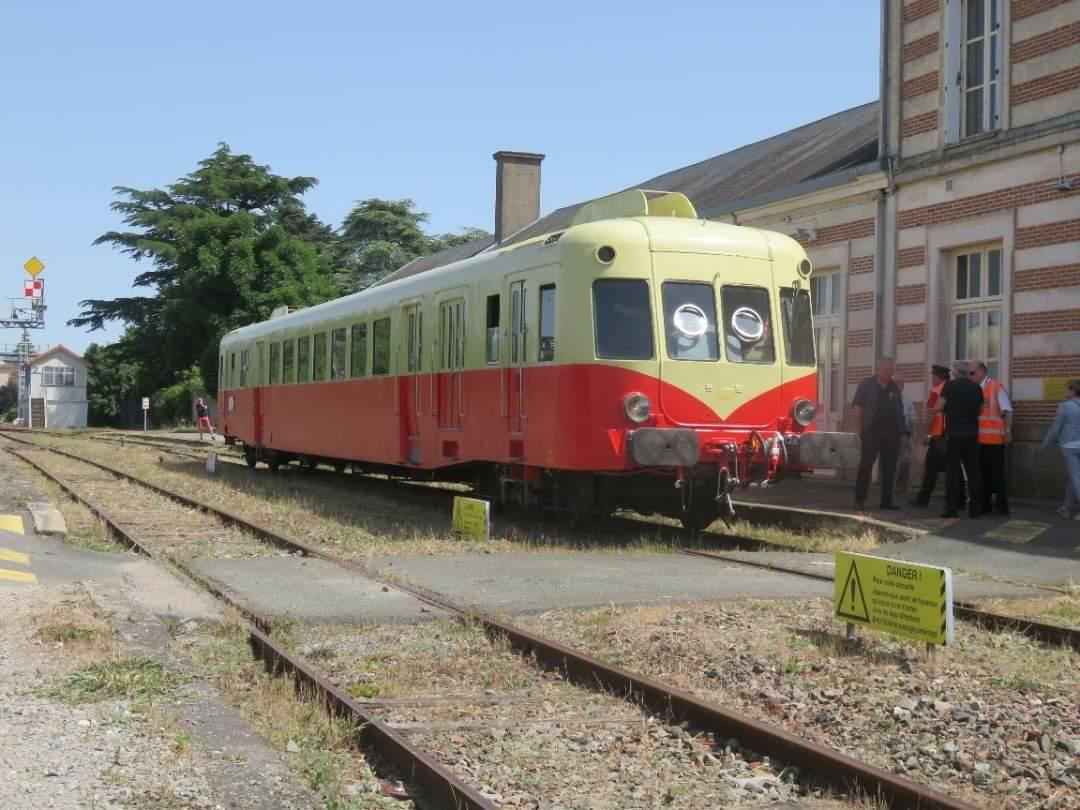
L'X 2403 des CFHA stationne en gare, lors d'un train spécial entre Les Aubrais et La Rochelle, en 2022.

## Patrimoine ferroviaire
Le bâtiment voyageurs d'origine construit par la Compagnie du PO en 1868.

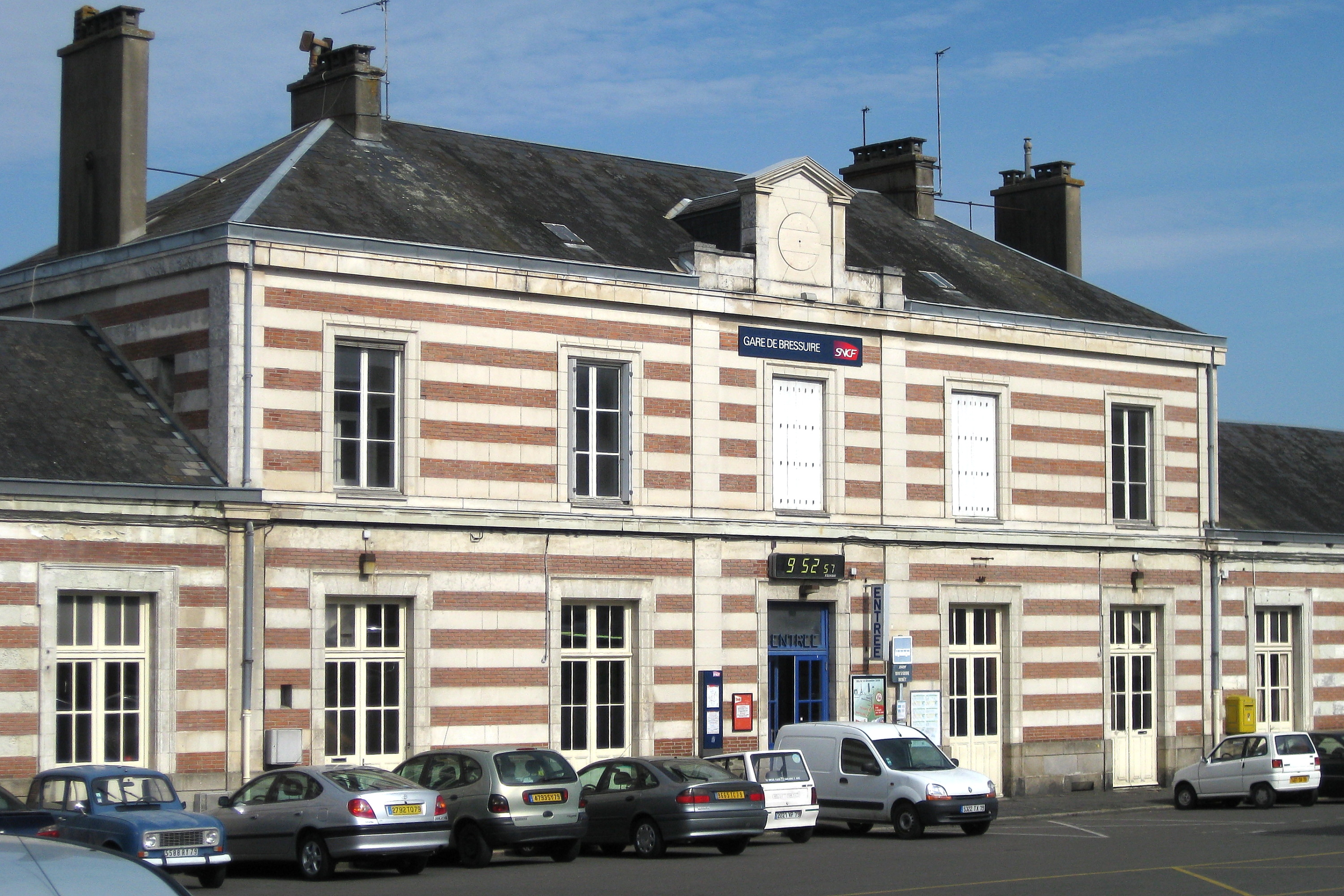